# El mejor de la historia
El mejor de la historia es un programa de televisión, emitido por La 1 de TVE en 2024, con presentación de Silvia Intxaurrondo.

## Formato
Inspirado en el programa de la BBC británica 100 greatest britons, el programa consiste en la elección por elección popular mediante tele-voto de, entre diez candidatos, aquel de todos ellos que en mayor medida ha tenido relevancia en la Historia de España. Los ganadores de cada elección pasarían a integrarse en la lista a competir en la fase final del concurso. Inicialmente se elaboró por un comité de expertos una lista de 150 candidatos, que en una segunda fase quedaron reducidos a 50.

## Personajes seleccionados
inicialmente se pre-seleccionaros 150 personales, que para la emisión del programa quedó reducida a 50. Entre ellos (y descontando los ficticios Familia Alcántara) y con las reservas de los cambios de estructuras territoriales en el pía a lo largo de los siglos, 32 (21,48 %) habrían nacido en la actual Comunidad de Madrid; 30 (20,13 %) en Andalucía; 25 (16,78 %) en Cataluña; 10 (6,71 %) en Castilla y León; 9 (6,04 %) en Galicia; 8 (5,37 %) en el exterior; 6 (4,03 %) en País Vasco; 5 (3,36 %) en Aragón, Asturias y la Comunidad Valenciana; 4 (2,68 %) en Navarra; 3 (2,01 %) en Castilla-La Mancha; 2 (1,34 %) en Canarias, Cantabria y Baleares y 1 (0,67 %) en Extremadura. ninguno de los 150 considerados españoles más relevantes de la historia habrían nacido en las actuales comunidades autónomas de Murcia y La Rioja o en las ciudades autónomas de Ceuta y Melilla.
Se incluyen 39 mujeres, es decir, el 26%. 56 de ellos (37,3%) estaban vivos en el momento de emisión del programa.
De los 50 seleccionados finales, se trata de 40 hombres (80%) y 10 mujeres (20%). 11 de todos ellos (22 %) habrían nacido en Andalucía; 8 (16 %) en Cataluña y Madrid; 4 (8 %) en Castilla y León, Galicia y en el exterior; 2 (4 %) en Asturias y Navarra; y 1 (2 %) en Aragón, Baleares, Canarias, Cantabria, Castilla-La Mancha, Extremadura y País Vasco. Por tanto, junto a los territorios ya excluidos en la preselección, quedarían sin representación las figuras históricas nacidas en la actual Comunidad Valenciana.
En cuanto al periodo de desempeño de su trayectoria y teniendo en cuenta que en algunos casos, se desarrolla en dos siglos, las cifras arrojan que de los seleccionados, la distribución secular es la siguiente: s.XV (3%), s.XVI (5%), s.XVII (3%), s.XVIII (2%), s.XIX (8%), s.XX (53%), s.XXI (25%). Es decir, los personajes que alcanzaron su apogeo en los últimos 125 años coparían el 78% de entre los de mayor relevancia y para el resto de la historia de España se reserva el 22% del listado.
En cuanto grupos profesionales, habría 10 deportistas; 8 políticos (incluyendo monarcas), 8 escritores y 8 comunicadores; 5 pintores; 4 músicos (compositores e intérpretes) y el resto - 7 - en diferentes áreas de actividad (científicos, empresarios, etc.).

## Programas

### Programa 1
- 16 de febrero de 2024
- Comentaristas: Santiago Segura, Mercedes Milá, José Manuel García Margallo, Luz Sánchez-Mellado.[7]
- Cuota de pantalla: 6,8%.

| Origen                        | Clasificación | Personaje             | Ocupación                      | Siglo de actividad |
| ----------------------------- | ------------- | --------------------- | ------------------------------ | ------------------ |
| Bandera de Andalucía          | 1             | Federico García Lorca | Escritor                       | 20                 |
| Bandera de Aragón             | 2             | Francisco de Goya     | Pintor                         | 18 - 19            |
| Bandera de Asturias           | 3             | Fernando Alonso       | Deportista                     | 21                 |
| Bandera de Castilla-La Mancha | 4             | Andrés Iniesta        | Deportista                     | 21                 |
| Bandera de Extremadura        | 5             | Hernán Cortés         | Conquistador                   | 16                 |
| Bandera de Galicia            | 6             | Rosalía de Castro     | Escritora                      | 19                 |
| Bandera de Andalucía          | 7             | Lola Flores           | Cantante y actriz              | 20                 |
| Bandera de Cataluña           | 8             | Agustina de Aragón    | Guerrera                       | 19                 |
| Bandera de Cataluña           | 9             | Ferrán Adriá          | Cocinero                       | 20 - 21            |
| Bandera de Cuba               | 10            | Emilio Aragón         | Actor, presentador y productor | 20 - 21            |

### Programa 2
- 23 de febrero de 2024
- Comentaristas: Arturo Valls, Begoña Villacís, Paula Vázquez, Carlos Latre.[8]
- Cuota de pantalla: 5,1%

| Origen                            | Clasificación | Personaje            | Ocupación         | Siglo de actividad |
| --------------------------------- | ------------- | -------------------- | ----------------- | ------------------ |
| Bandera de Castilla y León        | 1             | Isabel I             | Reina de Castilla | 15                 |
| Bandera de las Islas Baleares     | 2             | Rafa Nadal           | Deportista        | 21                 |
| Bandera de Asturias               | 3             | Antonio Machado      | Escritor          | 20                 |
| Bandera de Cataluña               | 4             | Salvador Dalí        | Pintor            | 20                 |
| Bandera de la Comunidad de Madrid | 5             | José Ortega y Gasset | Filósofo          | 20                 |
| Bandera de Galicia                | 6             | Julia Otero          | Comunicadora      | 20 - 21            |
| Bandera de la Comunidad de Madrid | 7             | Felipe VI            | Rey de España     | 21                 |
| Bandera de Cataluña               | 8             | Montserrat Caballé   | Cantante          | 20                 |
| Bandera de Galicia                | 9             | Amancio Ortega       | Empresario        | 20 - 21            |
| Bandera de Andalucía              | 10            | Manolo Santana       | Deportista        | 20                 |

### Programa 3
- 1 de marzo de 2024
- Comentaristas: Mariló Montero, Miguel Ángel Revilla, Miki Nadal, Raquel Sánchez-Silva.
- Cuota de pantalla: 5,1%.

| Origen                                | Clasificación | Personaje               | Ocupación                          | Siglo de actividad |
| ------------------------------------- | ------------- | ----------------------- | ---------------------------------- | ------------------ |
| Bandera de Italia · Bandera de España | 1             | Cristóbal Colón         | Navegante                          | 15                 |
| Bandera de Andalucía                  | 2             | Pablo Picasso           | Pintor                             | 20                 |
| Bandera de Asturias                   | 3             | Severo Ochoa            | Científico                         | 20                 |
| Bandera de Andalucía                  | 4             | Paco de Lucía           | Músico                             | 20                 |
| Bandera de Canarias                   | 5             | Benito Pérez Galdós     | Escritor                           | 19 - 20            |
| Bandera de Castilla y León            | 6             | Ángel Nieto             | Deportista                         | 20                 |
| Bandera de Andalucía                  | 7             | Felipe González         | Político                           | 20                 |
| Bandera de Andalucía                  | 8             | Jesús Quintero          | Comunicador                        | 20 - 21            |
| Bandera de Uruguay                    | 9             | Narciso Ibáñez Serrador | Director y guionista de televisión | 20                 |
| Bandera de Cantabria                  | 10            | Severiano Ballesteros   | Deportista                         | 20                 |

### Programa 4
- 8 de marzo de 2024
- Comentaristas: Juan Luis Cano, Carmen Lomana, Anabel Alonso, Juanma López Iturriaga.
- Cuota de pantalla: 3,3%.

| Origen                            | Clasificación | Personaje                    | Ocupación   | Siglo de actividad |
| --------------------------------- | ------------- | ---------------------------- | ----------- | ------------------ |
| Bandera de la Comunidad de Madrid | 1             | Miguel de Cervantes          | Escritor    | 17                 |
| Bandera de Andalucía              | 2             | Diego Velázquez              | Pintor      | 17                 |
| Bandera de Cataluña               | 2             | Pau Gasol                    | Deportista  | 21                 |
| Bandera de Castilla y León        | 4             | Adolfo Suárez                | Político    | 20                 |
| Bandera de Cataluña               | 5             | Marc Márquez                 | Deportista  | 21                 |
| Bandera de Galicia                | 6             | Ramón María del Valle-Inclán | Escritor    | 20                 |
| Bandera del País Vasco            | 7             | Dolores Ibárruri             | Político    | 20                 |
| Bandera de la Comunidad de Madrid | 8             | Matías Prats Luque           | Comunicador | 20 - 21            |
| Bandera de Andalucía              | 9             | Manuel de Falla              | Músico      | 20                 |
| Bandera de Andalucía              | 10            | Jesús Hermida                | Comunicador | 20                 |

### Programa 5
- 1 de marzo de 2024
- Comentaristas: Berna González Harbour, Javier Gurruchaga, Isabel Gemio, Palomo Spain.
- Cuota de pantalla: 5,3%.

| Origen                            | Clasificación | Personaje                    | Ocupación    | Siglo de actividad |
| --------------------------------- | ------------- | ---------------------------- | ------------ | ------------------ |
| Bandera de Navarra                | 1             | Santiago Ramón y Cajal       | Científico   | 20                 |
| Bandera de la Comunidad de Madrid | 2             | Clara Campoamor              | Política     | 20                 |
| Bandera de Cataluña               | 3             | Antonio Gaudí                | Arquitecto   | 19 - 20            |
| Bandera de la Comunidad de Madrid | 4             | Iker Casillas                | Deportista   | 21                 |
| Bandera de Aragón                 | 5             | Félix Rodríguez de la Fuente | Naturalista  | 20                 |
| Bandera de Grecia                 | 6             | El Greco                     | Pintor       | 16 - 17            |
| Bandera de Andalucía              | 7             | Juan Ramón Jiménez           | Escritor     | 20                 |
| Bandera de Navarra                | 8             | Miguel Induráin              | Deportista   | 20                 |
| Bandera de la Comunidad de Madrid | 9             | Isabel II de España          | Reina        | 19                 |
| Bandera de Cataluña               | 10            | Mercedes Milá                | Comunicadora | 20 - 21            |

### Programa 6
- 22 de marzo de 2024
- Comentaristas: Samanta Villar, Javier Gurruchaga, Lorenzo Caprile, Luz Sánchez-Mellado.
- Cuota de pantalla: 6%.

| Origen                                | Clasificación | Personaje              | Ocupación         | Siglo de actividad |
| ------------------------------------- | ------------- | ---------------------- | ----------------- | ------------------ |
| Bandera de Navarra                    | 1             | Santiago Ramón y Cajal | Científico        | 20                 |
| Bandera de Castilla y León            | 2             | Isabel I de Castilla   | Reina de Castilla | 15                 |
| Bandera de Andalucía                  | 3             | Federico García Lorca  | Escritor          | 20                 |
| Bandera de la Comunidad de Madrid     | 4             | Miguel de Cervantes    | Escritor          | 17                 |
| Bandera de Italia · Bandera de España | 5             | Cristóbal Colón        | Navegante         | 15                 |

## PalmarésEl mejor de la historia
| Edición                 | Fecha | Ganador                | Subcampeón           | Tercero               | Cuarto              | Quinto          |
| ----------------------- | ----- | ---------------------- | -------------------- | --------------------- | ------------------- | --------------- |
| El mejor de la historia | 2024  | Santiago Ramón y Cajal | Isabel I de Castilla | Federico García Lorca | Miguel de Cervantes | Cristóbal Colón |